# Oceanapia microtoxa
Oceanapia microtoxa är en svampdjursart som beskrevs av Desqueyroux-Faúndez och van Soest 1997. Oceanapia microtoxa ingår i släktet Oceanapia och familjen Phloeodictyidae.
Artens utbredningsområde är Galápagosöarna. Inga underarter finns listade i Catalogue of Life.